# Monastère de Xeropotamou
Le monastère de Xeropotamou (en grec moderne : Μονή Ξηροποτάμου) est un des vingt monastères orthodoxes de la communauté monastique du mont Athos, dont il occupe la 8e place dans le classement hiérarchique.
Il est situé au sud-ouest de la péninsule, sur une hauteur qui domine le port de Dafni, et est dédié aux Quarante martyrs de Sébaste, fête votive le 9 mars (22 mars).
En 1990, il comptait 40 moines.

## Histoire
Une tradition fait remonter la fondation du monastère vers 450-457. D'autres sources donnent les dates 913-959 ou de 920-944.